# Tanytarsus contractipalpis
Tanytarsus contractipalpis är en tvåvingeart som beskrevs av Jean-Jacques Kieffer 1925. Tanytarsus contractipalpis ingår i släktet Tanytarsus och familjen fjädermyggor.
Artens utbredningsområde är Polen. Inga underarter finns listade i Catalogue of Life.